# Finlandia en los Juegos Olímpicos de París 2024
Finlandia estuvo representada en los Juegos Olímpicos de París 2024 por un total de 56 deportistas que compitieron en 13 deportes. Responsable del equipo olímpico es el Comité Olímpico Finlandés, así como las federaciones deportivas nacionales de cada deporte con participación.
Los portadores de la bandera en la ceremonia de apertura fueron el tirador Eetu Kallioinen y la regatista Sinem Kurtbay.
El equipo olímpico de Finlandia no obtuvo ninguna medalla en estos Juegos.